# 大野商法会議所
大野商法会議所（おおのしょうほうかいぎしょ）は、かつて福井県大野郡大野町（現在の大野市）にあった商法会議所（現在の商工会議所）である。1882年（明治15年）10月5日に設立され、大野地域の新興商工業者の代表機関となった。1949年に大野商工会、1950年に現在の大野商工会議所となった。

## 沿革
1878年（明治11年）3月、東京商法会議所が設立されてから各地で様々な呼称のもので商法会議所設立の動きがあった。金沢では1880年（明治13年）に発起人会が開かれ、会議所の組織は石川全県下に1本の大会議所を設立すること、各地に小会議所を設けることが決定した。
大野郡は、1882年（明治15年）10月5日に商法会議所の開業式が大宝寺で行われた。

## 役員
- 会頭 - 布川源兵衛
- 副会頭 - 尾崎彌右衛門
- 商業事務調査員 - 近藤五郎右衛門
- 同 - 赤尾小兵衛
- 同 - 松田七兵衛
- 同 - 加藤九左衛門
- 同 - 宇野新右衛門
- 輸出入事務調査員 - 松田新右衛門
- 同 - 布川正沖
- 同 - 尾崎周右衛門
- 同 - 松田忠右衛門
- 同 - 北澤重太郎
- 理事兼務会計 - 大坂七太郎
- 同 - 良休社
- 同 - 久保喜右衛門